# بيث بالمر
بيث بالمر (بالإنجليزية: Beth Palmer)‏ هي لاعبة الجسر ‏ ومحامية أمريكية، ولدت في 14 أغسطس 1952.